# 경명여자중학교
경명여자중학교(景明女子中學校)는 대한민국 대구광역시 북구 칠성동2가에 있는 사립 중학교이다.

## 학교 연혁
- 1955년 5월 9일 : 칠성고등공민학교 개교
- 1955년 6월 30일 : 초대 교장 박우석 선생 취임
- 1956년 2월 13일 : 칠성중학교 인가
- 1959년 12월 31일 : 경명여자중학교로 교명 변경
- 1966년 1월 7일 : 고등학교 병설 인가
- 1975년 6월 5일 : 도서관 준공
- 1978년 10월 24일 : 대강당(현운관) 준공
- 1979년 2월 20일 : 중·고등학교 분리
- 1979년 2월 20일 : 산업체 특별학급 병설
- 1996년 2월 29일 : 산업체 특별학급 폐지
- 2009년 2월 1일 : 경명학숙 제9대 이사장 박기수 선생 취임
- 2022년 2월 10일 : 제67회 졸업식 거행
- 2022년 3월 2일 : 2022학년도 입학(신입생 196명 7학급)
- 2022년 9월 1일 : 제15대 교장 조경래 선생 취임

## 참고 자료
- 경명여자중학교 - 한국교육학술정보원 학교알리미